# Filmographie de Christopher Lee

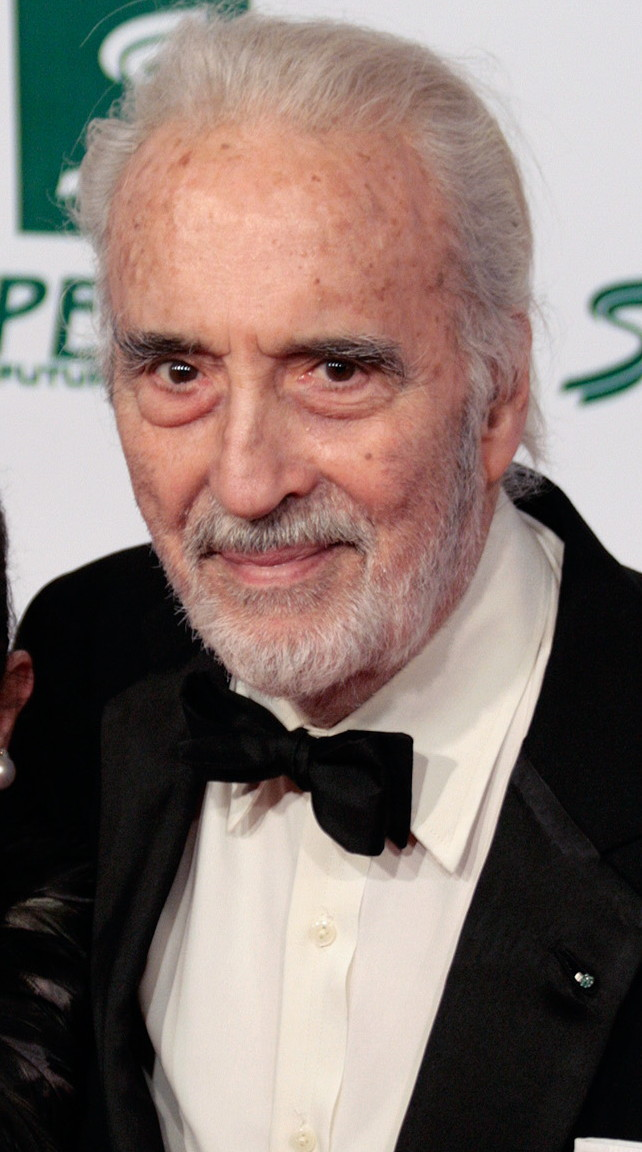
Christopher Lee en 2009 au "Women's World Award" (Vienne, Autriche).

Pour un article plus général, voir Christopher Lee.

## Cinéma
| No  | Année | Film | Rôle                                                                            | Réalisateur                          |                                                            |
| --- | ----- | --- | ------------------------------------------------------------------------------- | ------------------------------------ | ---------------------------------------------------------- |
| 1   | 1948  | L'Étrange Rendez-vous (Corridor of Mirrors)                                                             | Charles                                                                         | Terence Young                        |                                                            |
| 2   | 1948  | Une nuit avec vous (en) (One Night with You)                                                            | L'assistant de Pirelli                                                          | Terence Young                        |                                                            |
| 3   | 1948  | Hamlet                                                                                                  | Un figurant                                                                     | Laurence Olivier                     |                                                            |
| 4   | 1948  | Penny and the Pownall Case (en)                                                                         | Jonathan Blair                                                                  | Slim Hand                            |                                                            |
| 5   | 1948  | Song for Tomorrow                                                                                       | Auguste                                                                         | Terence Fisher                       |                                                            |
| 6   | 1948  | My Brother's Keeper (en)                                                                                | Un gendarme                                                                     | Alfred Roome                         | Scènes supprimées                                          |
| 7   | 1948  | Sarabande (Saraband for Dead Lovers)                                                                    | Duc Anthony von Wolfenbuttel                                                    | Basil Dearden                        | Non crédité                                                |
| 8   | 1948  | L'Épopée du capitaine Scott (Scott of the Antarctic)                                                    | Bernard Day                                                                     | Charles Frend                        |                                                            |
| 9   | 1949  | Ma gaie lady (Trottie True)                                                                             | Bongo                                                                           | Brian Desmond Hurst                  |                                                            |
| 10  | 1950  | Trois des chars d'assaut (They Were Not Divided)                                                        | Chris Lewis                                                                     | Terence Young                        |                                                            |
| 11  | 1950  | Prelude to Fame                                                                                         | Newsman                                                                         | Fergus McDonell                      |                                                            |
| 12  | 1951  | La Vallée des aigles (Valley of Eagles)                                                                 | Détective Holt                                                                  | Terence Young                        |                                                            |
| 13  | 1951  | Capitaine sans peur (Captain Horatio Hornblower R.N.)                                                   | Capitaine espagnol                                                              | Raoul Walsh                          |                                                            |
| 14  | 1952  | Le Corsaire rouge (The Crimson Pirate)                                                                  | Joseph                                                                          | Robert Siodmak                       |                                                            |
| 15  | 1952  | Top Secret                                                                                              | Un agent russe                                                                  | Mario Zampi                          |                                                            |
| 16  | 1952  | Paul Temple Returns                                                                                     | Felix Raybourne                                                                 | Maclean Rogers                       |                                                            |
| 17  | 1952  | Les Mille et Une Filles de Bagdad (Babes in Bagdad)                                                     | Vendeur d'esclaves                                                              | Edgar G. Ulmer                       |                                                            |
| 18  | 1952  | Moulin Rouge                                                                                            | Georges Seurat                                                                  | John Huston                          | Nommé en 1952 pour le meilleur film                        |
| 19  | 1953  | Les Vacances de monsieur Hulot                                                                          | Voix                                                                            | Jacques Tati                         |                                                            |
| 20  | 1953  | Week-end à Paris (Innocents in Paris)                                                                   | Lieutenant Whitlock                                                             | Gordon Parry                         | Non crédité                                                |
| 21  | 1954  | Destination Milan                                                                                       | Svenson                                                                         | Leslie Arliss                        |                                                            |
| 22  | 1955  | Man in Demand                                                                                           | Martell (images d'archive)                                                      | David MacDonald                      |                                                            |
| 23  | 1955  | Crossroads                                                                                              | Le fantôme                                                                      | John Fitchen                         |                                                            |
| 24  | 1955  | Final Column                                                                                            | Larry Spence                                                                    | David MacDonald                      |                                                            |
| 25  | 1955  | La Princesse d'Eboli (That Lady)                                                                        | Capitaine                                                                       | Terence Young                        |                                                            |
| 26  | 1955  | Police Dog                                                                                              | Johnny                                                                          | Derek Twist                          |                                                            |
| 27  | 1955  | L'Armure noire (The Dark Avenger)                                                                       | Capitaine français de la patrouille à la taverne                                | Henry Levin                          | Non crédité                                                |
| 28  | 1955  | Commando dans la Gironde (The Cockleshell Heroes)                                                       | Commandant                                                                      | José Ferrer                          |                                                            |
| 29  | 1955  | Les Quatre Plumes blanches (Storm over the Nile)                                                        | Pacha Karaga                                                                    | Zoltan Korda                         |                                                            |
| 30  | 1956  | Alias John Preston                                                                                      | John Preston                                                                    | David MacDonald                      |                                                            |
| 31  | 1956  | Ce sacré z'héros (Private's Progress)                                                                   | L'aide du général von Linbeck                                                   | John Boulting                        |                                                            |
| 32  | 1956  | Port Afrique                                                                                            | Franz Vermes                                                                    | Rudolph Maté                         |                                                            |
| 33  | 1956  | Au sud de Mombasa (Beyond Mombasa)                                                                      | Gil Rossi                                                                       | George Marshall                      |                                                            |
| 34  | 1956  | La Bataille du Rio de la Plata (The Battle of the River Plate)                                          | Manolo                                                                          | Michael Powell et Emeric Pressburger |                                                            |
| 35  | 1957  | Intelligence Service                                                                                    | Officier allemand                                                               | Michael Powell et Emeric Pressburger |                                                            |
| 36  | 1957  | Le Manoir du mystère (en) (Fortune Is a Woman)                                                          | Charles Highbury                                                                | Sidney Gilliat                       |                                                            |
| 37  | 1957  | The Traitor                                                                                             | Dr Neumann                                                                      | Michael McCarthy                     |                                                            |
| 38  | 1957  | Frankenstein s'est échappé (The Curse of Frankenstein)                                                  | La créature                                                                     | Terence Fisher                       |                                                            |
| 39  | 1957  | Manuela                                                                                                 | Voix                                                                            | Guy Hamilton                         | Non crédité                                                |
| 40  | 1957  | Amère Victoire (Bitter Victory)                                                                         | Sergent Barney                                                                  | Nicholas Ray                         |                                                            |
| 41  | 1957  | La Vérité sur les femmes (The Truth About Women)                                                        | François                                                                        | Muriel Box                           |                                                            |
| 42  | 1958  | Sous la terreur (A Tale of Two Cities)                                                                  | Marquis St. Evremonde                                                           | Ralph Thomas                         |                                                            |
| 43  | 1958  | Le Cauchemar de Dracula (Dracula)                                                                       | Comte Dracula                                                                   | Terence Fisher                       |                                                            |
| 44  | 1958  | La Bataille des V1 (Battle of the V-1)                                                                  |                                                                                 | Vernon Sewell                        |                                                            |
| 45  | 1958  | Corridors of Blood                                                                                      | Joe                                                                             | Robert Day                           |                                                            |
| 46  | 1959  | Le Chien des Baskerville (The Hound of the Baskervilles)                                                | Sir Henry                                                                       | Terence Fisher                       |                                                            |
| 47  | 1959  | L'Homme qui trompait la mort (The Man Who Could Cheat Death)                                            | Dr. Pierre Gerard                                                               | Terence Fisher                       |                                                            |
| 48  | 1959  | The Treasure of San Teresa                                                                              | Jaeger                                                                          | Alvin Rakoff                         |                                                            |
| 49  | 1959  | La Malédiction des pharaons (The Mummy)                                                                 | Kharis, la momie                                                                | Terence Fisher                       |                                                            |
| 50  | 1959  | Les temps sont durs pour les vampires (Tempi duri per i vampiri)                                        | Baron Roderico da Frankurten                                                    | Steno                                |                                                            |
| 51  | 1960  | La Blonde et les Nus de Soho (Too Hot to Handle)                                                        | Novak                                                                           | Terence Fisher                       |                                                            |
| 52  | 1960  | L'Aguicheuse (Beat Girl)                                                                                | Kenny                                                                           | Edmond T. Gréville                   |                                                            |
| 53  | 1960  | La Cité des morts (The City of the Dead)                                                                | lProfesseur Alan Driscoll                                                       | John Moxey                           |                                                            |
| 54  | 1960  | Les Deux Visages du Docteur Jekyll (The Two Faces of Dr Jekyll)                                         | Paul Allen                                                                      | Terence Fisher                       |                                                            |
| 55  | 1960  | Les Mains d'Orlac (The Hands of Orlac)                                                                  | Nero le magicien                                                                | Edmond T. Gréville                   |                                                            |
| 56  | 1961  | L'Empreinte du dragon rouge (The Terror of the Tongs)                                                   | Chung King                                                                      | Anthony Bushell                      |                                                            |
| 57  | 1961  | Hurler de peur (Taste of Fear)                                                                          | Docteur Pierre Gerrard                                                          | Seth Holt                            |                                                            |
| 58  | 1961  | Le Narcisse jaune intrigue Scotland Yard (Das Geheimnis der gelben Narzissen)                           | Ling Chu                                                                        | Ákos von Ráthonyi                    |                                                            |
| 59  | 1961  | Hercule contre les vampires (Ercole al centro della terra)                                              | Roi Lico                                                                        | Mario Bava                           |                                                            |
| 60  | 1962  | Stranglehold                                                                                            |                                                                                 | Lawrence Huntington                  |                                                            |
| 61  | 1962  | L'Orchidée rouge (Das Rätsel der roten Orchidee)                                                        | Capitaine Allerman                                                              | Helmut Ashley                        |                                                            |
| 62  | 1962  | L'Attaque de San Cristobal (The Pirates of Blood River)                                                 | Capitaine LaRoche                                                               | John Gilling                         |                                                            |
| 63  | 1962  | The Devil's Agent                                                                                       | Baron von Staub                                                                 | John Paddy Carstairs                 |                                                            |
| 64  | 1962  | Sherlock Holmes et le Collier de la mort (Sherlock Holmes und das Halsband des Todes)                   | Sherlock Holmes                                                                 | Frank Winterstein                    |                                                            |
| 65  | 1963  | Katarsis (Sfida al diavolo)                                                                             | Mephistoles                                                                     | Nello Vegezzi (it)                   |                                                            |
| 66  | 1963  | La Vierge de Nuremberg (La vergine di Norimberga)                                                       | Erich                                                                           | Antonio Margheriti                   |                                                            |
| 67  | 1963  | Le Corps et le Fouet (La frusta e il corpo)                                                             | Kurt Menliff                                                                    | Mario Bava                           |                                                            |
| 68  | 1964  | Le Château des morts-vivants (Il castello dei morti vivi)                                               | Comte Drago                                                                     | Luciano Ricci et Warren Kiefer       |                                                            |
| 69  | 1964  | La Crypte du vampire (La cripta e l'incubo)                                                             | Comte Ludwig Karnstein                                                          | Camillo Mastrocinque                 |                                                            |
| 70  | 1964  | Les Pirates du diable (The Devil-Ship Pirates)                                                          | Capitaine Robeles                                                               | Don Sharp                            |                                                            |
| 71  | 1964  | La Gorgone (The Gorgon)                                                                                 | Professeur Karl Meister                                                         | Terence Fisher                       |                                                            |
| 72  | 1965  | Le Train des épouvantes (Dr. Terror's House of Horrors)                                                 | Franklyn Marsh                                                                  | Freddie Francis                      |                                                            |
| 73  | 1965  | La Déesse de feu (She)                                                                                  | Billali                                                                         | Robert Day                           |                                                            |
| 74  | 1965  | Le Crâne maléfique (The Skull)                                                                          | Sir Matthew Phillips                                                            | Freddie Francis                      |                                                            |
| 75  | 1965  | Les Dix Petits Indiens (Ten Little Indians)                                                             | Voix de "Mr. Owen"                                                              | George Pollock                       | Non crédité                                                |
| 76  | 1965  | Le Masque de Fu Manchu (The Face of Fu Manchu)                                                          | Dr. Fu Manchu / Lee Tao                                                         | Don Sharp                            |                                                            |
| 77  | 1966  | Theatre of Death                                                                                        | Philippe Darvas                                                                 | Samuel Gallu                         |                                                            |
| 78  | 1966  | Dracula, prince des ténèbres (Dracula: Prince of Darkness)                                              | Comte Dracula                                                                   | Terence Fisher                       |                                                            |
| 79  | 1966  | Raspoutine, le moine fou (Rasputin, the Mad Monk)                                                       | Grigori Rasputin                                                                | Don Sharp                            |                                                            |
| 80  | 1966  | Le Cirque de la peur (Circus of Fear)                                                                   | Gregor                                                                          | John Moxey                           |                                                            |
| 81  | 1966  | Les 13 Fiancées de Fu Manchu (The Brides of Fu Manchu)                                                  | Fu Manchu                                                                       | Don Sharp                            |                                                            |
| 82  | 1967  | La Vengeance de Fu Manchu (The Vengeance of Fu Manchu)                                                  | Fu Manchu                                                                       | Jeremy Summers                       |                                                            |
| 83  | 1967  | La Nuit de la grande chaleur (Night of the Big Heat)                                                    | Godfrey Hanson                                                                  | Terence Fisher                       |                                                            |
| 84  | 1967  | Five Golden Dragons                                                                                     | Le 4e dragon                                                                    | Jeremy Summers                       |                                                            |
| 85  | 1967  | Le Vampire et le Sang des vierges (Die Schlagengrube und das Pendel)                                    | Comte Frederic Regula                                                           | Harald Reinl                         |                                                            |
| 86  | 1968  | La Maison ensorcelée (Curse of the Crimson Altar)                                                       | Morley                                                                          | Vernon Sewell                        |                                                            |
| 87  | 1968  | Les Vierges de Satan (The Devil Rides Out)                                                              | Duc de Richleau                                                                 | Terence Fisher                       |                                                            |
| 88  | 1968  | Eve | Colonel Stuart                                                                  | Jeremy Summers                       |                                                            |
| 89  | 1968  | Le Sang de Fu Manchu (The Blood of Fu Manchu)                                                           | Fu Manchu                                                                       | Jesús Franco                         |                                                            |
| 90  | 1968  | Dracula et les Femmes (Dracula Has Risen from the Grave)                                                | Comte Dracula                                                                   | Freddie Francis                      |                                                            |
| 91  | 1969  | Le Château de Fu Manchu (The Castle of Fu Manchu)                                                       | Fu Manchu                                                                       | Jesús Franco                         |                                                            |
| 92  | 1969  | Le Cercueil vivant (The Oblong Box)                                                                     | Dr. J. Neuhart                                                                  | Gordon Hessler                       |                                                            |
| 93  | 1969  | The Magic Christian                                                                                     | Le vampire du bateau                                                            | Joseph McGrath                       |                                                            |
| 94  | 1970  | Lâchez les monstres (Scream and Scream Again)                                                           | Fremont                                                                         | Gordon Hessler                       |                                                            |
| 95  | 1970  | Umbracle (ca)                                                                                           | L'homme                                                                         | Pere Portabella                      |                                                            |
| 96  | 1970  | Le Trône de feu (The Bloody Judge)                                                                      | Lord George Jeffreys                                                            | Jesús Franco                         |                                                            |
| 97  | 1970  | Les Nuits de Dracula (Nachts, wenn Dracula erwacht)                                                     | Comte Dracula                                                                   | Jesús Franco                         |                                                            |
| 98  | 1970  | Une messe pour Dracula (Taste the Blood of Dracula)                                                     | Comte Dracula                                                                   | Peter Sasdy                          |                                                            |
| 99  | 1970  | One More Time                                                                                           | Comte Dracula                                                                   | Jerry Lewis                          |                                                            |
| 100 | 1970  | Jules César (Julius Caesar)                                                                             | Artemidorus                                                                     | Stuart Burge                         |                                                            |
| 101 | 1970  | Les Inassouvies (Philosophy in the Boudoir)                                                             | Dolmance                                                                        | Jesús Franco                         |                                                            |
| 102 | 1970  | La Vie privée de Sherlock Holmes (The Private Life of Sherlock Holmes)                                  | Mycroft Holmes                                                                  | Billy Wilder                         |                                                            |
| 103 | 1970  | Les Cicatrices de Dracula (Scars of Dracula)                                                            | Comte Dracula                                                                   | Roy Ward Baker                       |                                                            |
| 104 | 1971  | La Maison qui tue (The House That Dripped Blood)                                                        | John Reid                                                                       | Peter Duffell                        | Segment : "Sweets to the Sweet"                            |
| 105 | 1971  | Je suis un monstre (I, Monster)                                                                         | Dr. Charles Marlowe/Edward Blake                                                | Stephen Weeks                        |                                                            |
| 106 | 1971  | Un colt pour trois salopards (Hannie Caulder)                                                           | Bailey                                                                          | Burt Kennedy                         |                                                            |
| 107 | 1972  | Le Métro de la mort (Death Line)                                                                        | Stratton-Villiers, MI5                                                          | Gary Sherman                         |                                                            |
| 108 | 1972  | Nothing But the Night                                                                                   | Colonel Charles Bingham                                                         | Peter Sasdy                          |                                                            |
| 109 | 1972  | Dracula 73 (Dracula A.D. 1972)                                                                          | Comte Dracula                                                                   | Alan Gibson                          |                                                            |
| 110 | 1973  | Le Manoir des fantasmes (Dark Places)                                                                   | Dr. Mandeville                                                                  | Don Sharp                            |                                                            |
| 111 | 1973  | La Chair du diable (The Creeping Flesh)                                                                 | James Hildern                                                                   | Freddie Francis                      |                                                            |
| 112 | 1973  | Dracula vit toujours à Londres (The Satanic Rites of Dracula)                                           | Comte Dracula                                                                   | Alan Gibson                          |                                                            |
| 113 | 1973  | Terreur dans le Shanghaï express (Pánico en el Transiberiano)                                           | Professeur Alexander Saxton                                                     | Eugenio Martín                       |                                                            |
| 114 | 1973  | Les Trois Mousquetaires (The Three Musketeers)                                                          | Rochefort                                                                       | Richard Lester                       |                                                            |
| 115 | 1973  | The Wicker Man                                                                                          | Lord Summerisle                                                                 | Robin Hardy                          |                                                            |
| 116 | 1974  | On l'appelait Milady (The Four Musketeers)                                                              | Rochefort                                                                       | Richard Lester                       |                                                            |
| 117 | 1974  | L'Homme au pistolet d'or (The Man with the Golden Gun)                                                  | Francisco Scaramanga                                                            | Guy Hamilton                         |                                                            |
| 118 | 1975  | Diagnostic : Meurtre                                                                                    | Dr. Stephen Hayward                                                             | Sidney Hayers                        |                                                            |
| 119 | 1975  | Le Boucher, la Star et l'Orpheline                                                                      | Van Krig / Lui-même                                                             | Jérôme Savary                        |                                                            |
| 120 | 1976  | Folie contrôlée (en) (The Keeper)                                                                       | Le gardien                                                                      | Thomas Y. Drake (en)                 |                                                            |
| 121 | 1976  | Les Mercenaires (Killer Force)                                                                          | Major Chilton                                                                   | Val Guest                            |                                                            |
| 122 | 1976  | Une fille pour le diable (To the Devil a Daughter)                                                      | Père Michael Rayner                                                             | Peter Sykes                          |                                                            |
| 123 | 1976  | Dracula père et fils                                                                                    | Comte Dracula                                                                   | Édouard Molinaro                     |                                                            |
| 124 | 1976  | Le Souffle de la mort (Albino)                                                                          | Bill                                                                            | Jürgen Goslar                        |                                                            |
| 125 | 1977  | Les Naufragés du 747 (Airport '77)                                                                      | Martin Wallace                                                                  | Jerry Jameson                        |                                                            |
| 126 | 1977  | Meatcleaver Massacre                                                                                    | Narrateur                                                                       | Evan Lee                             |                                                            |
| 127 | 1977  | Destruction planète Terre (End of the World)                                                            | Père Pergado / Zindar                                                           | John Hayes                           |                                                            |
| 128 | 1977  | L'Invasion des soucoupes volantes (Starship Invasions)                                                  | Capitaine Rameses                                                               | Ed Hunt                              |                                                            |
| 129 | 1978  | Les Visiteurs d'un autre monde (Return from Witch Mountain)                                             | Victor                                                                          | John Hough                           |                                                            |
| 130 | 1978  | Caravane (Caravans)                                                                                     | Sardar Khan                                                                     | James Fargo                          |                                                            |
| 131 | 1978  | Le Cercle de fer (Circle of Iron)                                                                       | Zetan                                                                           | Richard Moore                        |                                                            |
| 132 | 1979  | Passeur d'hommes (The Passage)                                                                          | Gypsy                                                                           | J. Lee Thompson                      |                                                            |
| 133 | 1979  | Le Trésor de la montagne sacrée (Arabian Adventure)                                                     | Alquazar                                                                        | Kevin Connor                         |                                                            |
| 134 | 1979  | Nutcracker Fantasy (くるみ割り人形)                                                                     | Oncle Drosselmeyer / Le chanteur de rue / L'horloger                            | Takeo Nakamura                       |                                                            |
| 135 | 1979  | Nom de code : Jaguar (Jaguar Lives!)                                                                    | Adam Caine                                                                      | Ernest Pintoff                       |                                                            |
| 136 | 1979  | Le Secret de la banquise (Alistair MacLean's Bear Island)                                               | Lechinski                                                                       | Don Sharp                            |                                                            |
| 137 | 1979  | 1941 | Capitaine Wolfgang von Kleinschmidt                                             | Steven Spielberg                     |                                                            |
| 138 | 1980  | Serial (en)                                                                                             | Luckman Skull                                                                   | Bill Persky                          |                                                            |
| 139 | 1981  | La Salamandre (The Salamander)                                                                          | Prince Baldassare                                                               | Peter Zinner                         |                                                            |
| 140 | 1981  | Roller Boy (Desperate Move)                                                                             | Dr. Carl Boxer                                                                  | Ovidio G. Assonitis                  |                                                            |
| 141 | 1981  | Dent pour dent (An Eye for an Eye)                                                                      | Morgan Canfield                                                                 | Steve Carver                         |                                                            |
| 142 | 1982  | Safari 3000                                                                                             | Comte Borgia                                                                    | Harry Hurwitz (en)                   |                                                            |
| 143 | 1982  | La Dernière Licorne (The Last Unicorn)                                                                  | Roi Haggard                                                                     | Jules Bass et Arthur Rankin Jr.      | Voix ; aussi dans la version allemande                     |
| 144 | 1983  | New Magic                                                                                               | Mr. Kellar                                                                      | Douglas Trumbull                     | Court-métrage                                              |
| 145 | 1983  | The Return of Captain Invincible                                                                        | Mr. Midnight                                                                    | Philippe Mora                        |                                                            |
| 146 | 1983  | Le Manoir de la peur (House of the Long Shadows)                                                        | Corrigan                                                                        | Pete Walker                          |                                                            |
| 147 | 1984  | The Rosebud Beach Hotel                                                                                 | Mr. Clifford King                                                               | Harry Hurwitz (en)                   |                                                            |
| 148 | 1985  | Mask of Murder                                                                                          | Chef Jonathan Rich                                                              | Arne Mattsson                        |                                                            |
| 149 | 1985  | Hurlements 2 (Howling II: Your Sister Is a Werewolf)                                                    | Stefan Crosscoe                                                                 | Philippe Mora                        |                                                            |
| 150 | 1986  | The Girl (en)                                                                                           | Peter Storm                                                                     | Arne Mattsson                        |                                                            |
| 151 | 1987  | Jocks (en)                                                                                              | Président White                                                                 | Steve Carver                         |                                                            |
| 152 | 1987  | Mio au royaume de nulle part (Mio min Mio)                                                              | Kato                                                                            | Vladimir Grammatikov                 |                                                            |
| 153 | 1988  | Dark Mission : Les Fleurs du mal (Dark Mission: Flowers of Evil)                                        | Luis Morel                                                                      | Jesús Franco                         |                                                            |
| 154 | 1989  | L'assassin était dans mon roman (Murder Story)                                                          | Willard Hope                                                                    | Eddie Arno, Markus Innocenti         |                                                            |
| 155 | 1989  | La Chute des aigles                                                                                     | Walter Strauss                                                                  | Jesús Franco                         |                                                            |
| 156 | 1989  | Le Retour des Mousquetaires (The Return of the Musketeers)                                              | Rochefort                                                                       | Richard Lester                       |                                                            |
| 157 | 1989  | La Révolution Française                                                                                 | Charles-Henri Sanson                                                            | Robert Enrico, Richard T. Heffron    |                                                            |
| 158 | 1990  | Le Voleur d'arc-en-ciel (The Rainbow Thief)                                                             | Oncle Rudolf                                                                    | Alejandro Jodorowsky                 |                                                            |
| 159 | 1990  | L'Avare (L'avaro)                                                                                       | Cardinal Spinosi                                                                | Tonino Cervi                         |                                                            |
| 160 | 1990  | Honeymoon Academy (en)                                                                                  | Lazos                                                                           | Gene Quintano                        |                                                            |
| 161 | 1990  | Gremlins 2, la nouvelle génération (Gremlins 2: The New Batch)                                          | Dr Catheter                                                                     | Joe Dante                            |                                                            |
| 162 | 1991  | Curse III: Blood Sacrifice (en) (Panga)                                                                 | Dr Pearson                                                                      | Sean Barton                          |                                                            |
| 163 | 1992  | Classe spéciale (Jackpot)                                                                               | Cedric                                                                          | Mario Orfini                         |                                                            |
| 164 | 1992  | Kabuto                                                                                                  | Roi Philip                                                                      | Gordon Hessler                       |                                                            |
| 165 | 1994  | Police Academy : Mission à Moscou (Police Academy: Mission to Moscow)                                   | Commandant Alexandrei Nikolaivich Rakov                                         | Alan Metter                          |                                                            |
| 166 | 1994  | Le Bouffon de l'horreur (Funny Man)                                                                     | Callum Chance                                                                   | Simon Sprackling                     |                                                            |
| 167 | 1994  | Flesh and Blood: The Hammer Heritage of Horror                                                          | Narrateur/Lui-même                                                              | Ted Newsom                           | (dernière collaboration avec Peter Cushing) ; documentaire |
| 168 | 1995  | A Feast at Midnight (en)                                                                                | V. E. Longfellow, alias Raptor                                                  | Justin Hardy                         |                                                            |
| 169 | 1996  | Welcome to the Discworld                                                                                | La Mort                                                                         | Terry Pratchett                      | Court-métrage                                              |
| 170 | 1996  | Les Stupides (The Stupids)                                                                              | L'expéditeur maléfique                                                          | John Landis                          |                                                            |
| 171 | 1998  | La Malédiction de la momie (Tale of the Mummy)                                                          | Sir Richard Turkel                                                              | Russell Mulcahy                      |                                                            |
| 172 | 1998  | Jinnah                                                                                                  | Muhammad Ali Jinnah                                                             | Jamil Dehlavi (en)                   |                                                            |
| 173 | 1999  | Sleepy Hollow                                                                                           | Le bourgmestre                                                                  | Tim Burton                           |                                                            |
| 174 | 2001  | Le Seigneur des anneaux : La Communauté de l'anneau (The Lord of The Rings: The Fellowship of the Ring) | Saroumane                                                                       | Peter Jackson                        | Nommé en 2001 pour le meilleur film                        |
| 175 | 2002  | Star Wars, épisode II : L'Attaque des clones (Star Wars: Episode II – Attack of the Clones)             | Comte Dooku / Dark Tyranus                                                      | Peter Jackson                        |                                                            |
| 176 | 2002  | Le Seigneur des anneaux : Les Deux Tours (The Lord of the Rings: The Two Towers)                        | Saroumane                                                                       | Peter Jackson                        | Nommé en 2002 pour le meilleur film                        |
| 177 | 2003  | Le Seigneur des anneaux : Le Retour du roi (The Lord of the Rings: The Return of the King)              | Saroumane                                                                       | Peter Jackson                        | Version longue uniquement                                  |
| 178 | 2004  | Les Rivières pourpres 2 : les Anges de l'Apocalypse                                                     | Heinrich von Garten                                                             | Olivier Dahan                        |                                                            |
| 179 | 2005  | The Adventures of Greyfriars Bobby (en)                                                                 | Lord Provost                                                                    | John Henderson                       |                                                            |
| 180 | 2005  | Star Wars, épisode III : La Revanche des Sith (Star Wars: Episode III – Revenge of the Sith)            | Comte Dooku / Dark Tyranus                                                      | George Lucas                         |                                                            |
| 181 | 2005  | Charlie et la Chocolaterie (Charlie and the Chocolate Factory)                                          | Dr Wonka                                                                        | Tim Burton                           |                                                            |
| 182 | 2005  | Les Noces funèbres (Corpse Bride)                                                                       | Pasteur Galswells                                                               | Tim Burton                           | Voix                                                       |
| 183 | 2007  | À la croisée des mondes : La Boussole d'or (His Dark Materials: The Golden Compass)                     | Premier Haut Conseiller                                                         | Chris Weitz                          |                                                            |
| 184 | 2008  | Star Wars: The Clone Wars                                                                               | Comte Dooku / Dark Tyranus                                                      | Dave Filoni                          | Voix                                                       |
| 185 | 2009  | Boogie Woogie                                                                                           | Alfred Rhinegold                                                                | Duncan Ward                          |                                                            |
| 186 | 2009  | Eyes of War (Triage)                                                                                    | Joaquín Morales                                                                 | Danis Tanović                        |                                                            |
| 187 | 2009  | 1939 (Glorious 39)                                                                                      | Walter                                                                          | Stephen Poliakoff                    |                                                            |
| 188 | 2010  | Alice au pays des merveilles (Alice in Wonderland)                                                      | Jabberwocky                                                                     | Tim Burton                           | Voix                                                       |
| 189 | 2010  | Cadavres à la pelle (Burke and Hare)                                                                    | Joseph                                                                          | John Landis                          |                                                            |
| 190 | 2010  | The Heavy (en)                                                                                          | Mr. Mason                                                                       | Marcus Warren                        |                                                            |
| 191 | 2011  | Le Dernier des Templiers (Season of the Witch)                                                          | Cardinal D’Ambroise                                                             | Dominic Sena                         |                                                            |
| 192 | 2011  | La Locataire (The Resident)                                                                             | August                                                                          | Antti Jokinen                        |                                                            |
| 193 | 2011  | The Wicker Tree                                                                                         | Le vieil homme                                                                  | Robin Hardy                          |                                                            |
| 194 | 2011  | Hugo Cabret                                                                                             | Monsieur Labisse                                                                | Martin Scorsese                      |                                                            |
| 195 | 2012  | Le Hobbit : Un voyage inattendu (The Hobbit: An Unexpected Journey)                                     | Saroumane                                                                       | Peter Jackson                        |                                                            |
| 196 | 2012  | Dark Shadows                                                                                            | Silas Clarney, le « roi des pêcheurs », alias « le parrain de la Grande Bleue » | Tim Burton                           |                                                            |
| 197 | 2012  | Un train de nuit pour Lisbonne (Night Train to Lisbon)                                                  | Père Bartolomeu                                                                 | Bille August                         |                                                            |
| 198 | 2014  | Le Hobbit : La Bataille des Cinq Armées (The Hobbit: The Battle of the Five Armies)                     | Saroumane                                                                       | Peter Jackson                        |                                                            |
| 199 | 2014  | The Girl from Nagasaki                                                                                  | Benjamin Franklin Pinkerton âgé                                                 | Michel Comte (de)                    |                                                            |
| 200 | 2014  | Angels in Notting Hill                                                                                  | Le président                                                                    | Michael Pakleppa                     |                                                            |
| 201 | 2024  | Le Seigneur des Anneaux : La Guerre des Rohirrim                                                        | Saroumane                                                                       | Kenji Kamiyama                       | Enregistrement d'archives - Publication posthume           |

## Télévision
| Année     | Titre                                     | Rôle                      | Notes                                                          |
| --------- | ----------------------------------------- | ------------------------- | -------------------------------------------------------------- |
| 1955      | Moby Dick Rehearsed                       |                           | Téléfilm                                                       |
| 1955      | The Vise                                  | Plusieurs rôles           | Épisodes: "Stronghold", "Price of Vanity", "The Final Column"  |
| 1955      | Tales of Hans Anderson                    | Plusieurs rôles           | Épisodes: "Wee Willie Winkie", "The Cripple Boy"               |
| 1956      | Chevron of Fallen Stars                   | Gouverneur                | Épisode: "Captain Kidd"                                        |
| 1956      | The Scarlet Pimpernel                     | Louis (Non crédité)       | Épisode: "The Elusive Chauvelin"                               |
| 1956      | Colonel March of Scotland Yard            | Jean-Pierre               | Épisode: "At Night All Cats Are Grey"                          |
| 1953–1956 | Douglas Fairbanks, Jr., Presents          | Plusieurs rôles           | 13 épisodes                                                    |
| 1956      | Sailor of Fortune                         | Plusieurs rôles           | Épisodes: "The Desert Hostages", "Stranger in Danger"          |
| 1956      | The Adventures of Aggie                   | Inspecteur Hollis         | Épisode: "Cut Glass"                                           |
| 1957      | Errol Flynn Theater                       | Plusieurs rôles           | 4 épisodes                                                     |
| 1956–1957 | Assignment Foreign Legion                 | Plusieurs rôles           | Épisodes: "As We Forgive", "The Anaya"                         |
| 1957      | The Gay Cavalier                          | Colonel Jeffries          | Épisode: "The Lady's Dilemma"                                  |
| 1958      | O.S.S.                                    |                           | Épisode: "Operation Firefly"                                   |
| 1958      | Ivanhoé                                   | Sir Otto                  | Épisode: "The German Knight"                                   |
| 1958      | White Hunter                              | Mark Caldwell             | Épisode: "This Hungry Hell"                                    |
| 1959      | Guillaume Tell                            | Prince Erik               | Épisode: "Manhunt"                                             |
| 1960      | Tales of the Vikings                      | Norman Knight             | Épisode: "The Bull"                                            |
| 1961      | One Step Beyond                           | Wilhelm Reitlinger        | Épisode: "The Sorcerer"                                        |
| 1964      | Alfred Hitchcock présente                 | Karl Jorla                | Épisode: "The Sign of Satan"                                   |
| 1967      | Chapeau melon et bottes de cuir           | Professeur Stone          | Épisode: "Never, Never Say Die"                                |
| 1969      | Chapeau melon et bottes de cuir           | Colonel Mannering         | Épisode: "The Interrogators"                                   |
| 1969      | Light Entertainment Killers               |                           | Téléfilm                                                       |
| 1973      | Poor Devil                                | Lucifer                   | Téléfilm                                                       |
| 1973      | Great Mysteries                           | Arnaud                    | Épisode: "The Leather Funnel"                                  |
| 1976      | Cosmos 1999                               | Capitaine Zandor          | Épisode: "Earthbound"                                          |
| 1978      | La Conquête de l'Ouest                    |                           | Feuilleton télévisé                                            |
| 1978      | Le Pirate                                 | Samir Al Fay              | Téléfilm                                                       |
| 1979      | Captain America 2                         | Miguel                    | Téléfilm                                                       |
| 1980      | Once Upon a Spy                           | Marcus Valorium           | Téléfilm                                                       |
| 1980      | Drôles de dames                           | Dale Woodman              | Épisode: "Agence de mannequins"                                |
| 1981      | Evil Stalks This House                    | Host                      | Téléfilm                                                       |
| 1981      | Goliath Awaits                            | John McKenzie             | Téléfilm                                                       |
| 1982      | Massarati and the Brain (en)              | Victor Leopold            | Téléfilm                                                       |
| 1982      | Charles & Diana: A Royal Love Story       | Prince Philip             | Téléfilm                                                       |
| 1984      | The Far Pavilions                         | Kaka-ji Rao               | Feuilleton télévisé                                            |
| 1984      | Faerie Tale Theatre                       | Roi Vladimir V            | Épisode: "The Boy Who Left Home to Find Out About the Shivers" |
| 1986      | Un métier du seigneur                     | Fog                       | Téléfilm                                                       |
| 1986      | The Disputation                           | Roi James d'Aragon        | Téléfilm                                                       |
| 1986      | Shaka Zulu                                | Lord Bathurst             | Feuilleton télévisé sud-africain                               |
| 1989      | Le Tour du monde en quatre-vingts jours   | Stuart                    | Feuilleton télévisé                                            |
| 1989      | La Révolution française                   | Sanson                    | Segment: "Les Années Terribles"                                |
| 1990      | The Care of Time                          | Karlis Zander             | Téléfilm                                                       |
| 1990      | L'Île au trésor                           | Blind Pew                 | Téléfilm                                                       |
| 1991      | Incident aux chutes Victoria              | Sherlock Holmes           | Téléfilm                                                       |
| 1992      | Sherlock Holmes et la Diva                | Sherlock Holmes           | Téléfilm                                                       |
| 1992      | Les Aventures du jeune Indiana Jones      | Comte Ottokar Graf Czerin | Épisode: "Austria, March 1917"                                 |
| 1992      | Double Vision                             | Mr. Bernard               | Téléfilm                                                       |
| 1993      | Commando express                          | Général Konstantin Benin  | Téléfilm                                                       |
| 1995      | The Tomorrow People                       | Rameses                   | 5 épisodes                                                     |
| 1995      | Moses                                     | Ramsès II                 | Téléfilm                                                       |
| 1996      | La Légende d'Aliséa                       | Azaret                    | Téléfilm                                                       |
| 1997      | Ivanhoe                                   | Lucas de Beaumanoir       | Feuilleton télévisé                                            |
| 1997      | Soul Music                                | La Mort                   | Série télévisée                                                |
| 1997      | Wyrd Sisters                              | La Mort                   | Feuilleton télévisé                                            |
| 1997      | L'Odyssée (The Odyssey)                   | Tiresias                  | Feuilleton télévisé                                            |
| 1997–1998 | Les Nouvelles Aventures de Robin des Bois | Olwyn                     | 6 épisodes                                                     |
| 1996–1999 | Blue Heelers                              | Richard                   | 4 épisodes                                                     |
| 2000      | Gormenghast                               | Flay                      | Feuilleton télévisé                                            |
| 2000      | Au commencement... (In the beginning)     | Ramsès Ier                | Téléfilm                                                       |
| 2000      | Ghost Stories for Christmas               | M. R. James               | Feuilleton télévisé                                            |
| 2001      | Les Redoutables                           |                           | Segment: "Confession" (épisodes inconnus)                      |
| 2005      | Pope John Paul II                         | Cardinal Stefan Wyszynski | Feuilleton télévisé                                            |
| 2008      | The Colour of Magic                       | La Mort                   | Voix                                                           |